# إيفان ميلينكوف (لاعب كرة قدم)
إيفان ميلينكوف (بالروسية: Мельников, Иван Валерьевич)‏ هو لاعب كرة قدم روسي في مركز الوسط، ولد في 9 يناير 1997 في دوموديدوفو في روسيا. لعب مع توربيدو موسكو.